# Czerniec (województwo małopolskie)
Czerniec – wieś w Polsce, położona w województwie małopolskim, w powiecie nowosądeckim, w gminie Łącko.
W latach 1975–1998 miejscowość administracyjnie należała do województwa nowosądeckiego.
Wieś duchowna, własność klasztoru klarysek w Starym Sączu, położona była w drugiej połowie XVI wieku w powiecie sądeckim województwa krakowskiego.

## Integralne części wsi
| części wsi | Borki, Borowa, Byniowa, Gliniki, Jeżowa, Łazy, Mijasowa, Obłazy, Pasiudówka, Sośnie, Wygony, Wysokie, Zagroda, Zawodzie |

## Ochotnicza Straż Pożarna
Ochotnicza Straż Pożarna w Czerncu powstała w 1910, od 2002 roku jednostka znajduje się w krajowym systemie ratowniczo-gaśniczym i posiada dwa samochody bojowe tj.Renault Midium 300.14 GBA i Nissan NP300 SLRt.

## Urodzeni w Czerńcu
- Stanisław Ćwikowski – polski prawnik, działacz polityczny, poseł na Sejm Ustawodawczy[8].

## Demografia
Ludność według spisów powszechnych, w 2009 wg PESEL.
| Rok    | 1900 | 1921 | 1931 | 2002 |
| Liczba | 55   | 67   | 69   | 124  |

| Zwierzęta | Konie | Bydło | Owce | Świnie |
| Liczba    | 35    | 157   | 180  | 109    |